# Mimeosaurus
Mimeosaurus — викопний рід ігуанових ящірок з пізньої крейди Монголії. Це частина вимерлої родини ігуанів під назвою Priscagamidae, і була першою описаною пріскагамідою, яку назвав американський палеонтолог Чарльз В. Гілмор у 1943 році. Наразі лише один вид, типовий вид Mimeosaurus crassus, належить до роду. Другий вид, M. tugrikinensis, був названий у 1989 році, але пізніші дослідження стверджували, що зразки, на яких заснована нова назва, недостатньо відрізняються від зразків M. crassus, щоб бути підставою для класифікації як окремого виду. Мімеозавр є унікальним серед ігуанів тим, що має передщелепні кістки на кінчику морди, які зменшені в розмірі, а також дві пари збільшених іклоподібних зубів на верхній щелепі.